# Fehér fűz
A fehér fűz (Salix alba) a fűzfafélék (Salicaceae) családjába tartozó fűz (Salix) nemzetség legismertebb képviselője. Vesszői egészen a földig lehajolnak. Kora tavasszal megjelennek rajta a barkák, és csak azután a keskeny, világosbarna levelek. Lombhullató.

## Előfordulása
Közép- és Dél-Európában honos, de Észak-Amerikában is meghonosították és Magyarországon is. Kedveli a meleget és a párás levegőt.

## Salix fűz
A füzek álló- és mozgóvizeink környékének megszokott karakteres növényei. Víztűrésük többek között annak köszönhető, hogy az elárasztás idején törzsük víz alatti részén preformált gyökereket fejlesztenek, amelyek a víz felső, oxigénben dús rétegében elbokrosodva részben átveszik a levegőtlenné vált talajban lévő gyökérzet szerepét. Általában nyirkos talajt kedvelnek (a pangó vizet is tűrik), de normál viszonyok között is jól fejlődnek.

## Fehér fűz
(Salix alba) 20-25 méterre megnövő, terebélyes, csaknem mindig tőtől ágas fa. Levelei lándzsásak, a fonákuk rásimuló ezüstös selyemszőrös. Porzós barkái és termős füzérvirágzatai nem díszítenek.

Hazája Európa, Nyugat-Ázsia.

Parkokba főleg fajtáit ültetik:
- Bédai Egyenes - Erdészeti célra szelektált, egyenes törzsű klón. Magyar nemesítésű.
- Tristis - Szomorúfűz - A leggyakrabban ültetett fajta. Hosszú, sárga vesszői a földig lelógnak. Feltehetően a (Salix babylonica) és a (Salix alba Vitellina) hibridje. Egyes szerzők ezért önálló fajnak tartják (Salix x sepulcralis) néven.
- Vitellina - Termete, mint az alapfajé, de vesszői feltűnően sárgák. Kosárfonásra is alkalmas.

## Babiloni fűz
(Salix babylonica)
A legősibb szomorúfűz. Levelei kopasz fonákúak, vesszői sárgászöldek, a napos oldalon megvörösödnek.

Hazája Kína, de Nyugat-Ázsiában, majd az iszlám hódítások nyomán Észak-Afrikában és Kelet-Európában már régóta ültetik. Nyugat-Európában a XVII. században terjedt el, és a romantikus kertek egyik divatnövénye volt. Később részleges fagyérzékenysége miatt visszaszorult, helyette inkább az edzett és szebb vesszőjű Salix alba 'Tristis'-t telepítették.

## Felhasználása
A fehér fűz kérgét láz és influenza esetén ajánlják elsősorban. Fejfájásra, fájdalomra és reumára mint fájdalomcsillapító szert használják. A virágzat jótékony hatású a méhösszehúzódásokra és az álmatlanságra. Külsőleg fagyott testrészek, sebek, fekélyek kezelésére alkalmazzák.
A fehér fűz caerulea nevű változatából készülnek a világ legjobb minőségű krikettütői, ezért ezt a változatot krikettütő-fűznek is nevezik.

## Gyógyhatása
Szalikozidtartalmának köszönhetően a fehér fűz kérge gyulladásgátló, reuma esetén fájdalom- és lázcsillapító hatású. Ugyanezen összetevő a felelős az enyhe fertőtlenítő és vérrögképződést gátló hatásáért is.